# Astracantha atenica
Astracantha atenica là một loài thực vật có hoa trong họ Đậu. Loài này được (Ivan.) Podlech miêu tả khoa học đầu tiên.